# Autoroute Bien Hoa-Vung Tau
L'autoroute Biên Hòa–Vũng Tàu (vietnamien : Đường cao tốc Biên Hòa – Vũng Tàu, sigle CT.13) est une autoroute au Viêt Nam,. 

## Parcours
Il est presque parallèle à la  et desservira plusieurs zones industrielles et ports importants qui sont desservis par la route nationale 51. 
L'autoroute traverse les localités suivantes : quartier de Phuoc Tan, ville de Bien Hoa, Phuoc Tan, Tam Phuoc (ville de Bien Hoa), An Phuoc, Long Duc, Loc An, Long An, Long Phuoc et Phuoc Thai (district de Long Thanh); My Xuan, Phu My, Toc Tien, Chau Pha (ville de Phu My), Long Huong (ville de Ba Ria), quartier 12, ville de Vung Tau.